# Power Macintosh G3
De Power Macintosh G3 is een serie computers die van 1997 tot 1999 door de Amerikaanse fabrikant Apple ontworpen, geproduceerd en verkocht werden als onderdeel van de Power Macintosh-lijn. De Power Macintosh G3 is gebouwd rond de PowerPC G3-familie van microprocessors en werd in twee generaties uitgebracht: de eerste generatie, in de volksmond bekend als "Beige", werd geïntroduceerd in november 1997 en de tweede generatie, officieel bekend als "Blue and White", kwam in januari 1999 op de markt. De opvolger, de Power Mac G4, werd in augustus van hetzelfde jaar geïntroduceerd.

## Eerste generatie: Beige
Apple bood drie beige Power Macintosh G3-modellen aan: een horizontaal georiënteerde desktop, een mini-towerbehuizing en een alles-in-één-computer met een ingebouwd scherm.
De Power Macintosh G3 was uitgerust met een 233, 266, 300 of 333 MHz PowerPC 750 (G3) CPU van Motorola en een supersnelle en grote level2-cache. Als gevolg hiervan presteerden deze machines bij hun lancering aanzienlijk sneller dan Intel-pc's met een vergelijkbare CPU-kloksnelheid.
Standaard waren de computers voorzien van ATA harde schijven in plaats van de SCSI-schijven die in de meeste eerdere Apple-systemen gebruikt werden. Op het moederbord was wel nog steeds een interne en externe SCSI-bus aanwezig die beide tot maximaal 7 apparaten konden ondersteunen. Verder bevatte het moederbord  standaard ADB, 10BASE-T, twee seriële poorten, een ingebouwde ATI grafische kaart, drie 32-bit PCI-slots en een slot voor een interne modem.
Vreemd genoeg waren er geen audiocircuits op het moederbord. Die bevonden zich op een aparte insteekkaart. Er werden verschillende van deze zogenaamde "Personality Cards" aangeboden:
- Whisper: de standaard Personality Card met 16-bit audiomogelijkheden maar geen videofaciliteiten.
- Wings: een Personality Card die naast audiomogelijkheden ook composiet- en S-Video-invoer en -uitvoer bevatte.
- Bordeaux: een Personality Card die in vergelijking met Wings over betere audio- en videochips beschikte en die extra circuits bevatte ter ondersteuning van het afspelen van dvd-films. Het alles-in-één-model ondersteunt de Bordeaux-kaart niet.

Aanvankelijk werden deze modellen geleverd met Mac OS 8, maar officieel ondersteunen ze tot Mac OS X 10.2. Sommige componenten werken echter niet in Mac OS X, zoals het diskettestation en de 3D grafische versnellingsfuncties van de ingebouwde ATI Rage-videokaart. Het is het eerste Old World ROM Macintosh-model dat officieel kan opstarten in Mac OS X.

### Desktop
Het desktopmodel erfde zijn behuizing rechtstreeks van de Power Macintosh 7300. De 233 en 266 MHz desktopmodellen werden geleverd met harde schijven van 4 GB, en het 300 MHz model met een schijf van 6 GB. Dit was het laatste horizontaal georiënteerde desktopmodel dat door Apple werd aangeboden tot de introductie van de Mac mini in 2005.
Het desktopmodel kreeg in augustus 1998 een update, waarbij de 233 MHz-versie werd stopgezet. In 2000 werd het desktopmodel vervangen door de Power Mac G4 Cube.

### Mini Tower
De behuizing van het mini-towermodel is vergelijkbaar met de Power Macintosh 8600. De 233 MHz mini-tower werd geleverd met een schijf van 4 GB, het 266 MHz model met een schijf van 6 GB en de 300 MHz-variant met twee schijven van 4 GB in een RAID-configuratie.
Net als bij het desktopmodel ontving de mini-tower in augustus 1998 een update, waarbij de CPU werd opgewaardeerd naar 333 MHz en 366 MHz. Deze modellen werden geleverd met een 9,1 GB SCSI-schijf, aangesloten op een SCSI PCI-kaart, evenals een 100BASE-TX Ethernet PCI-kaart. 

### Server
De Macintosh Server G3, die in maart 1998 geïntroduceerd werd, is identiek aan het mini-towermodel maar werd verkocht met een Ultra Wide SCSI PCI-kaart, een 100BASE-TX Ethernet PCI-kaart en extra serversoftware zoals AppleShare IP 5.0, Apple Network Administrator Toolkit en SoftRAID.

### All-in-One
Het alles-in-één-model werd in april 1998 geïntroduceerd als vervanging voor de Power Macintosh 5400 en 5500 en was exclusief bestemd voor de onderwijsmarkt. Het alles-in-één-model heeft de vorm van een kies en de boven- en achterkant zijn bedekt met doorschijnend plastic met machinaal aangebrachte perforaties, een ontwerp dat doet denken aan de toen op stapel staande iMac. Het model heeft verschillende kenmerken die specifiek gericht zijn op de onderwijsmarkt, waaronder een uitschuifbare lade voor toegang tot het moederbord, verzonken I/O aan de achterkant om het gemakkelijker te maken de computer tegen de muur te zetten en dubbele hoofdtelefoonaansluitingen aan de voorkant voor het delen van audio.
Het alles-in-één-model was verkrijgbaar in twee basisconfiguraties: een 233 MHz-versie met een diskettestation en een harde schijf van 4 GB, en een 266 MHz-versie met een ingebouwde Zip-drive, diskettestation en ofwel een "Whisper" -persoonlijkheidskaart of een alles-in-één versie van de "Wings"-persoonlijkheidskaart. Het was de laatste Macintosh die over een intern diskettestation beschikte. De machine staat ook bekend om zijn aanzienlijke gewicht van 27 kg.
Bij de introductie van de iMac G3 werden de All-in-One G3 en de iMac G3 een tijdlang naast elkaar verkocht aan de onderwijsmarkt totdat de All-in-One G3 werd stopgezet.

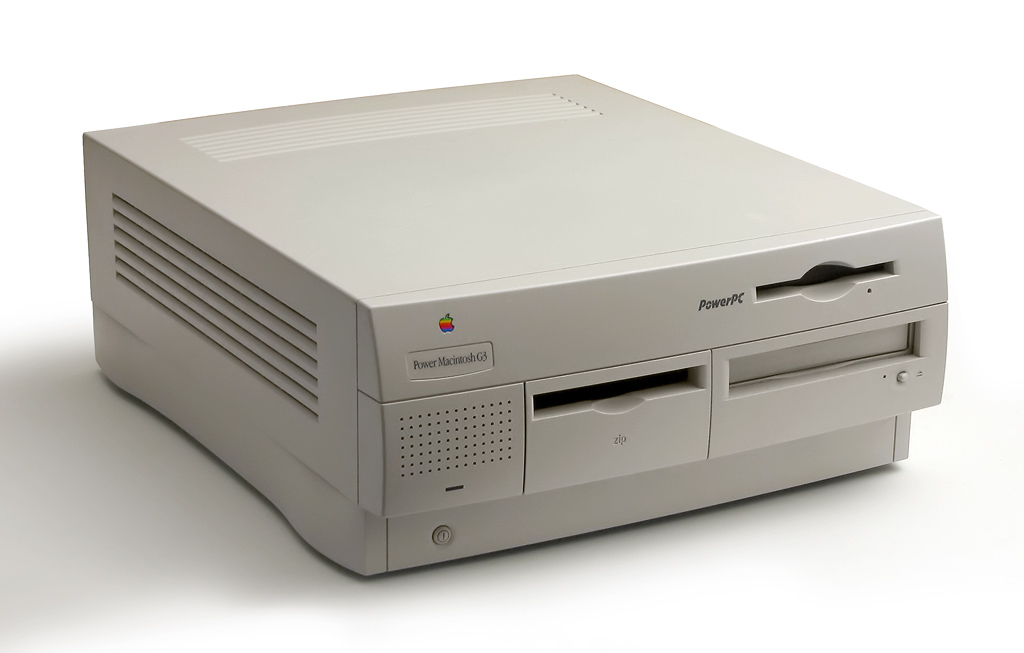
Power Macintosh G3 Desktop
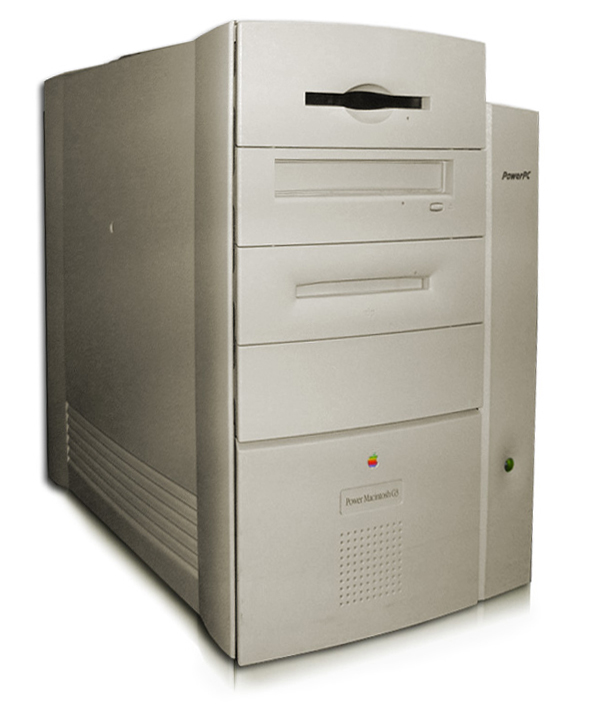
Power Macintosh G3 Mini Tower
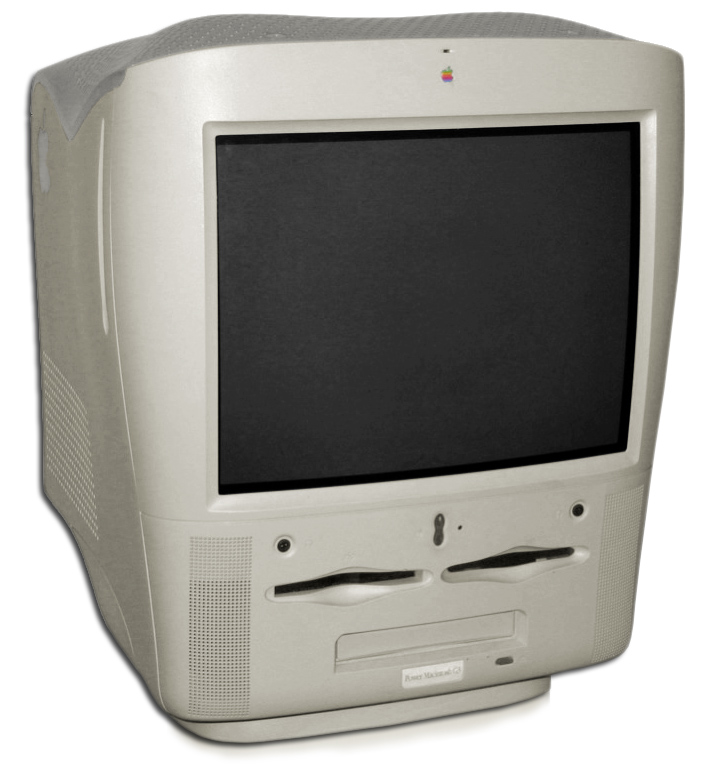
Power Macintosh G3 All-in-One

## Tweede generatie: Blue and White
De Power Mac G3 (Blue and White) werd geïntroduceerd in januari 1999, ter vervanging van het beige mini-towermodel waarmee het zijn naam en processorarchitectuur deelt. Het is het eerste Power Macintosh-model met de New World ROM, en het laatste met een ADB-poort. Deze Power Mac G3 werd geleverd met een 300 MHz, 350 MHz of 400 MHz CPU. De snellere modellen (niet het 300 MHz-model) gebruikten de nieuwe op koper gebaseerde PowerPC G3 CPU's van IBM, die ongeveer 25% van het vermogen van de Motorola-versies verbruikten.
Hoewel de blauw-witte G3 nog steeds gebaseerd is op de PowerPC G3-architectuur, was het een totaal nieuw ontwerp. Het was het eerste nieuwe Power Mac-model na de release van de iMac en deelde het blauw-witte kleurenschema van de iMac. De volledige rechterkant van de behuizing is een "deur" die naar beneden scharniert en toegang biedt tot alle interne componenten zonder gereedschap te moeten gebruiken. De computer kan blijven draaien in geopende toestand. Het moederbord bevindt zich in de deur. De behuizing biedt plaats aan vier interne harde schijven.
Het moederbord heeft vier PCI-slots: drie 64-bit 33 MHz-slots en één 32-bit 66 MHz-slot speciaal voor de grafische kaart, een ATI Rage 128 met 16 MB SGRAM. Er kan maximaal 1 GB RAM in de computer geïnstalleerd worden met behulp van 256 MB DIMM's. SCSI was niet langer aanwezig en werd vervangen door 2 FireWire-poorten. De seriële poorten werden vervangen door USB-poorten en het diskettestation werd definitief verwijderd. De ADB-poort bleef bestaan, evenals de optie om een interne modem te installeren. 100BASE-TX Ethernet was voortaan standaard en de audio werd terug naar het moederbord verplaatst. Een Zip-drive bleef een optie, en sommige configuraties bevatten een dvd-rom-station.
De computers werden geleverd met hetzelfde toetsenbord- en muisontwerp dat ook voor de eerste iMac gebruikt werd. Geen van beide kon echter op veel bijval rekenen in de vakpers: het Apple USB-toetsenbord werd bekritiseerd omdat het goedkoop aanvoelde vergeleken met de stevige Apple-toetsenborden van weleer en ook de verwijdering van verschillende toetsen werd niet geapprecieerd. De Apple USB-muis kreeg kritiek omdat de ronde vorm het onmogelijk maakte om door aanraking de bovenkant van de muis van de onderkant te onderscheiden.
De blauw-witte G3 kreeg in juni 1999 een update: het 300 MHz-model werd geschrapt en een nieuw 450 MHz-model werd geïntroduceerd.
Aanvankelijk werd de blauw-witte G3 geleverd met Mac OS 8.5.1, terwijl latere revisies MacOS 8.6 bevatten. De nieuwste versie van Mac OS die op dit model kan worden uitgevoerd, is Mac OS X 10.4 Tiger.

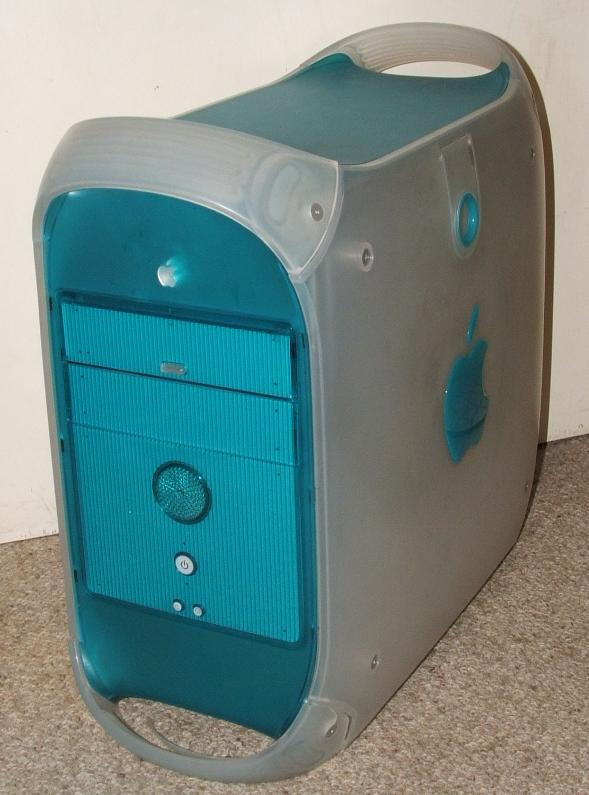
Power Mac G3
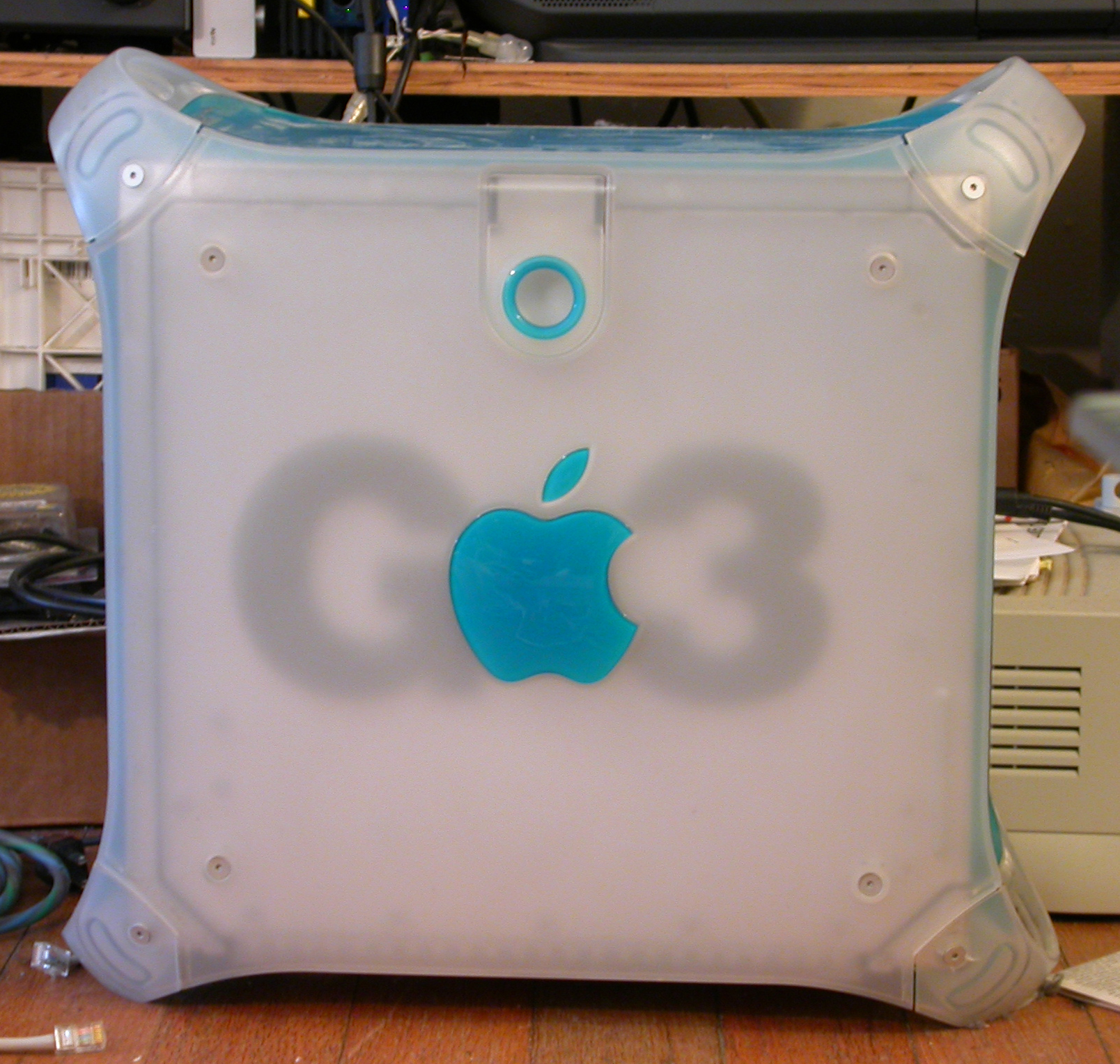
Power Mac G3, zijaanzicht
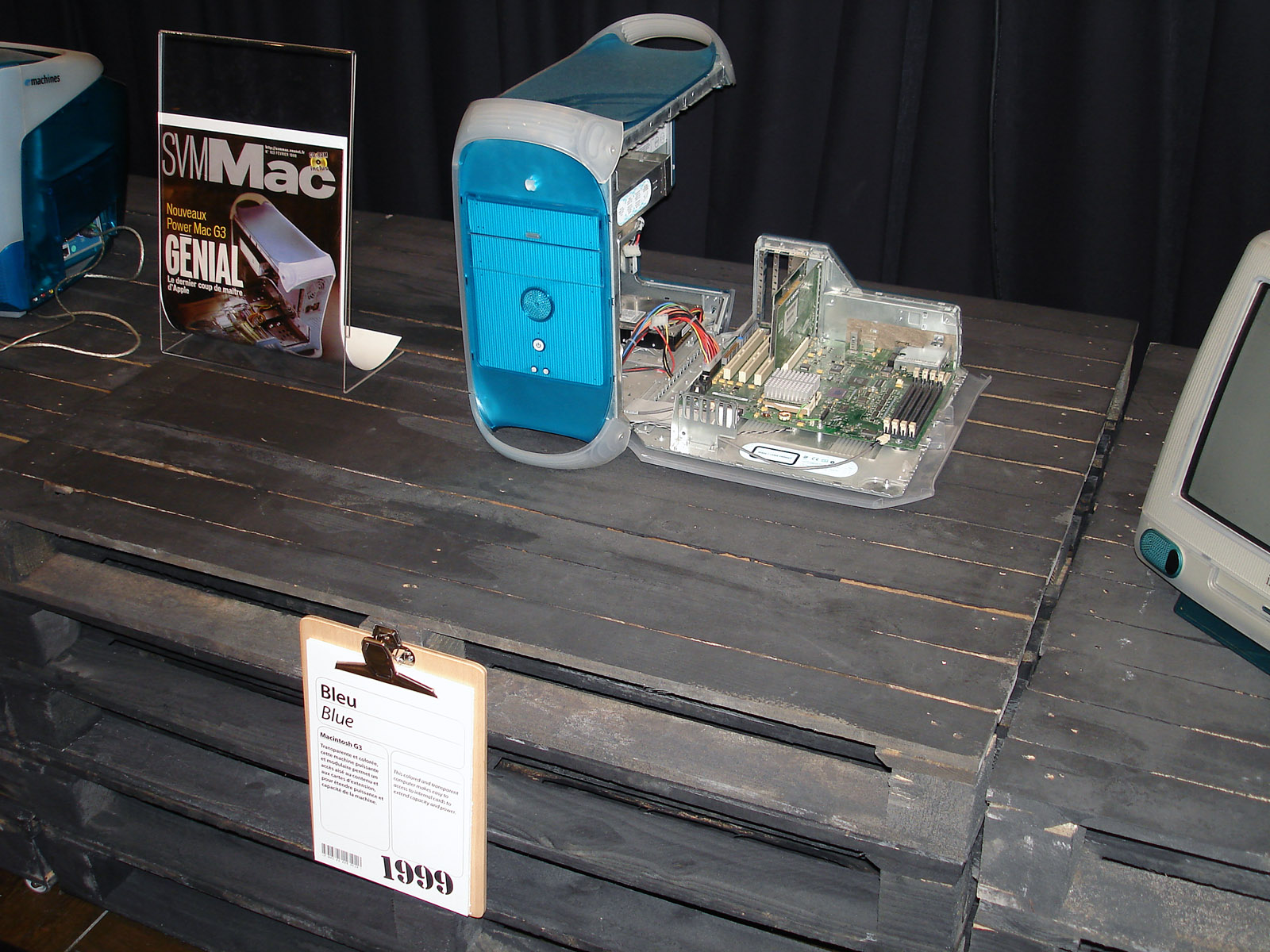
Power Mac G3 met de zijdeur opengeklapt
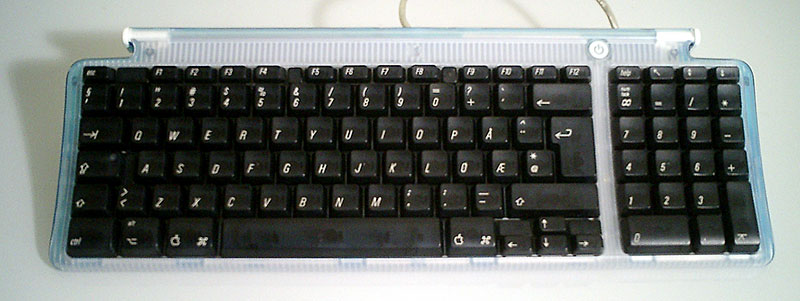
Apple USB-toetsenbord
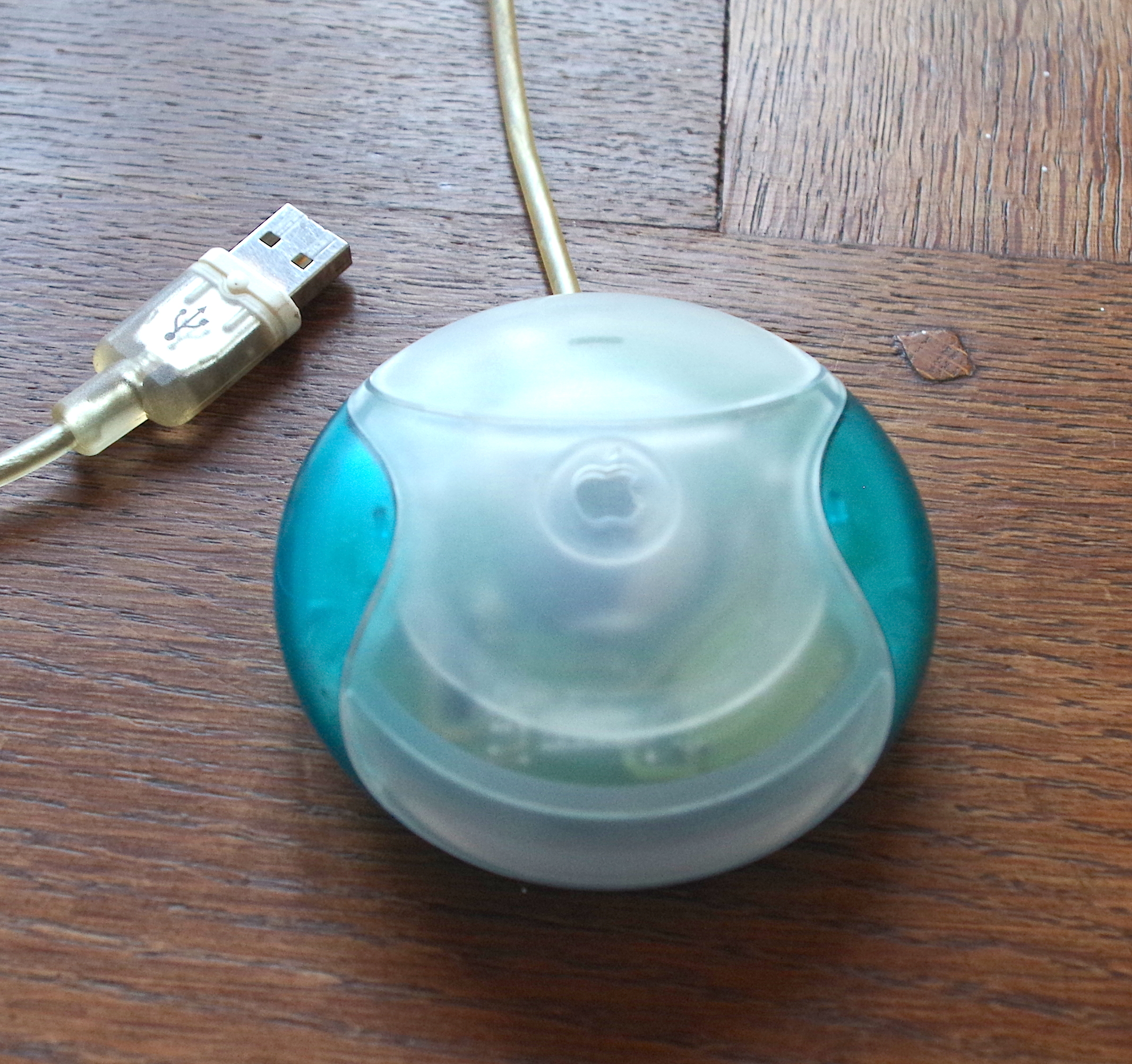
Apple USB-muis